# Кун Є
Кун Є (кор. 궁예 857?-918) — правитель держави Тхебон під час періоду Пізніх трьох корейських держав. Хоча він був представником королівської сім'ї Сілла, саме Кун Є в кінці IX-го століття очолив повстанців проти непопулярного серед народу уряду.

## Біографія
Точна дата народження Кун Є невідома, можливо, 857 рік. Був побічним сином вана Хонгана (857—861). В «Історичних записах Трьох держав» («Самгук Сагі») біографія Кун Є поміщена в розділ «Бунтівники», що говорить про негативну оцінку його історичної ролі у наступні епохи. У біографії сказано, що народився Кун Є під час корейського традиційного свята Тано. З народженням Кун Є були пов'язані різні несприятливі ознаки, через що його навіть хотіли вбити. Але годувальниця врятувала Кун Є. Тоді ж у результаті нещасного випадку Кун Є втратив одне око.
Не маючи жодних надій ані на престол, ні на високу посаду, Кун Є віддалився в буддійський монастир Седальса, де постригся в ченці. Незабаром Кун Є зблизився з керівниками селянських повстанських армій, в 891 році — з Кіхвоном, а в 892 році — з Янгілем, залучив на свою сторону частину селянських сил і з 894 року став діяти самостійно, головним чином на північному сході Сілла, в районі сучасної провінції Канвон. До кінця 890-х років Кун Є, взявши під контроль безлюдний гористий північно-схід Сілла, звернув свою увагу до рівнинного північно-заходу.
Отримавши підтримку місцевих «сильних сімей», в тому числі і Ван Гона, Кун Є в 898 році призначив місто Сонак (сучасний Кесон) столицею своїх володінь. У 901 році Кун Є проголосив себе королем держави «Пізнє Когурьо» — Хукогурьо. Під владою Кун Є опинилися території сучасних провінцій Канвон, Хванхе, Кьонгі, Чхунчхон-Пукто.
Однак нові союзники на заході Корейського півострова Кун Є здавалися занадто сильними — настільки, що його не залишав страх за своє життя. Тому він вирішив трохи віддалитися від союзників, відмовившись від ідеї «Відродження» колишнього королівства Когурьо і створити свою власну, ніяк не
пов'язану з минулою історією, державу. У 904 році Кун Є змінив назву держави на Мачжин і в 905 році переніс столицю на безлюдний схід — у Чхорвон. Однак він не втрачав зв'язку ні з Ван Гоном, який командував флотом Мачжина і успішно розширював території країни на південно-захід, ні з іншими впливовими особами, які підтримували нову владу.
Володіючи значною владою, Кун Є уявив, що він і є Майтрейя — Будда Прийдешній. У новій столиці був збудований розкішний палац, і Кун Є став вимагати найвищих почестей. Кошти витрачалися без обмежень. У 911 році Кун Є вирішив ще раз змінити назву своєї держави на величнішу — Тхебон, тобто «Великі щасливі володіння».
Підозрілість Кун Є все більш зростала. Він звинувачував в підготовці змов і аристократів, і простолюдинів. Число страчених за підозрою в «зраді» доходило до сотні на день. Суворою долі не уникли найближчі до Кун Є люди: у 915 році він стратив свою дружину Кан і двох синів.
Невдоволення населення Тхебону стало настільки велике, що у 918 році ряд високопоставлених сановників — Хон Ю, Пе Хьонгьон, Сін Сунгьом, Пок Чігьом та інші, зібравшись разом, висунули талановитого воєначальника Ван Гона на посаду правителя. Кун Є, дізнавшись про це, спробував втекти. Але за 20 км від столиці, у містечку Пуян (сучасна назва Пхьонган), був схоплений і вбитий
обуреним натовпом.